# Якимова, Людмила Павловна
Людмила Павловна Якимова (29 октября 1929, Горький) — советский и российский литературовед, литературный критик, специалист по сибирской литературе. Доктор филологических наук (2004), профессор. 

## Биография
Окончила Горьковский государственный педагогический институт имени А. М. Горького (1951). Заведующий кафедрой русской и зарубежной литературы Горно-Алтайского государственного педагогического института (1962). Заведующий сектором русской и советской литературы Института истории, филологии и философии СО Академии наук СССР. Член редколлегии «Литературных памятников Сибири» (Иркутск, 1979—1993), «Очерков русской литературы Сибири» (Новосибирск, 1982).
Публиковалась в журналах «Вопросы литературы», «Сибирские огни», «Сибирские филологические науки».
Автор семи монографий.